# Mallosia gobustanica
Mallosia gobustanica es una especie de escarabajo longicornio del género Mallosia, tribu Phytoeciini, subfamilia Lamiinae. Fue descrita científicamente por Danilevsky en 1990.

## Descripción
Mide 21-31,8 milímetros de longitud.

## Distribución
Se distribuye por Azerbaiyán.